# Ak Barsz Kazany
Az Ak Barsz Kazany (oroszul:Ак Барс Казань ) egy profi orosz jégkorongcsapat. A Kontinentális Jégkorong Ligában (KHL) a Harlamov-csoport tagja.

## Jelenlegi Keret
| Csatárok | Csatárok               |
| -------- | ---------------------- |
| 8        | Gyenyisz Golubjev      |
| 10       | Lauris Darzins         |
| 11       | Jevgenyij Bodrov       |
| 18       | Oleg Petrov            |
| 25       | Danisz Zaripov         |
| 26       | Jarkko Immonen         |
| 27       | Alekszej Tyerescsenko  |
| 39       | Niko Kapanen           |
| 49       | Makszim Szpiridonov    |
| 50       | Artyomij Panarin       |
| 52       | Bulat Savalejev        |
| 56       | Josef Straka           |
| 72       | Jevgenyij Szkacskov    |
| 85       | Konsztantyin Glazacsev |
| 86       | Jevgenyij Lapenkov     |
| 89       | Artyom Lukojanov       |
| 90       | Kirill Petrov          |
| 95       | Alekszej Morozov       |

| Védők | Védők                  |
| ----- | ---------------------- |
| 5     | Ilja Nyikulin          |
| 7     | Sztyepan Zaharcsuk     |
| 22    | Konsztantyin Kornyejev |
| 24    | Vaszilij Tokranov      |
| 28    | Gyenyisz Kuljas        |
| 33    | Albert Jarullin        |
| 38    | Vagyim Homickij        |
| 75    | Grigorij Panyin        |
| 82    | Jevgenyij Medvegyev    |

| Kapusok | Kapusok        |
| ------- | -------------- |
| 1       | Ivan Kaszutyin |
| 35      | Petri Vehanen  |
| 77      | Emil Garipov   |